# David Matějka
David Matějka (* 25. ledna 1998 Praha) je český lední hokejista hrající na pozici útočníka.

## Život
Ač pražský rodák, své začátky s ledním hokejem absolvoval v Jihočeské kraji, a sice v celku TJ Sušice. Následně nastupoval za mládežnické výběry Motoru České Budějovice. Po sezóně 2013/2014, během níž nastupoval jak za šestnáctiletý, tak za osmnáctiletý výběr českobudějovického mužstva přestoupil do pražské Slavie. V ní prošel výběrem do osmnácti i do dvaceti let a v ročníku 2016/2017 prvně nastoupil i ke čtyřem utkáním za mužský výběr tohoto celku. Další utkání navíc ještě odehrál za HC David Servis České Budějovice. Sezónu 2017/2018 hrál za juniorský výběr Slavie a deset utkání a další dvě v playoff nastoupil za akademický výběr Karlovy univerzity. Od začátku ročníku 2018/2019 se stal členem mužského výběru HC Slavie Praha. Za ni 16. září 2018 v utkání s LHK Jestřábi Prostějov (1:3) vstřelil svoji první branku.